# Birnen, Bohnen und Speck
Le Birnen, Bohnen und Speck (en français : « poires, haricots et bacon ») est un plat populaire du nord de l’Allemagne, particulièrement apprécié dans les Länder du Schleswig-Holstein, de la Basse-Saxe, du Mecklembourg-Poméranie-Occidentale et de Hambourg. Ce plat peut également s'appeler Bohnen, Birnen und Speck et, localement, des noms en bas allemand Grööner Hein et Grönen Heini. Les ingrédients requis impliquent que le plat est principalement cuisiné aux mois d’août et de septembre.
Le plat est un type de ragoût dans lequel, comme son nom l'indique, les principaux ingrédients sont les poires, les haricots et le bacon. Dans les cuisines campagnardes du nord de l'Allemagne, des pommes de terre seraient également ajoutées, même si elles ne sont pas spécifiquement mentionnées.

## Ingrédients
On utilise généralement des haricots verts coupés (Brechbohnen). À Hambourg, on trouve encore occasionnellement sur les marchés des « pois turcs », une variété de haricots de Vierlande (en) qui était autrefois principalement utilisée pour ce plat. Pendant la préparation, plusieurs brins de sarriette sont ajoutés aux haricots.
Les poires utilisées pour ce plat sont des poires de cuisson, il ne s'agit pas de poires qu'on pourrait consommer comme un fruit. Elles sont petites, vertes, dures comme le roc et n'ont pas le goût sucré et juteux des variétés populaires. Ces poires se trouvent principalement sur les marchés et dans les petits magasins de légumes.
Le bacon utilisé est du bacon fumé et découpé en lanières. Ici aussi, il est important que le plat ait le meilleur goût pour ne pas utiliser de « vieux bacon ». L'origine, qu'elle soit de la Vierlande, de la Forêt-Noire ou du Tyrol, est sans importance. Tous conviennent et offrent une variété de saveurs intéressantes, ainsi que la joue de porc fumée. Le facteur décisif est le stockage du bacon. Seuls les lardons séchés à l'air et conservés conservent à la cuisson dégage ce goût agréable de graisse assaisonnée qui fond dans la bouche[pas clair]. Le bacon qui, comme il est courant aujourd'hui, a été stocké de manière hygiénique dans son emballage sous vide, ne produit qu'une sorte de filage[Quoi ?] fibreux après avoir été cuit.
Hambourg et le Schleswig-Holstein préfèrent ajouter à leurs Bohnen, Birnen und Speck des pommes de terre encore fermes à la cuisson, comme les variétés Cilena ou Linda. Dans le pays de Hadeln, le bœuf ou l'agneau peuvent également être cuits avec le bacon.

## Préparation
Selon vos goûts, le bacon est placé, en lanières complètes ou coupé, dans une eau portée à ébullition. Pendant ce temps, les haricots sont nettoyés, lavés et coupés en sections. Après 25 minutes de cuisson, les haricots sont ajoutés au bacon avec la sarriette et la cuisson continue. Les fleurs sont retirées des poires[pas clair], mais les tiges sont laissées. Les poires gardent leur peau. Elles sont ensuite déposées sur les haricots et tout est cuit ensemble.
Les pommes de terre pelées sont bouillies séparément dans de l'eau salée. Vers la fin de la cuisson, qui dure environ 50 minutes, de la farine est mélangée à de l’eau, versée dans la casserole et brièvement bouillie. 
Les quantités typiques pour quatre personnes sont :
- 750 g de haricots verts
- 500 g de poires
- 400 g de bacon
- 500 g de pommes de terre
- 1 brin de sarriette
- 2 cuillères à soupe de farine

Chaque personne reçoit une ou deux poires, une bonne portion de bacon, des haricots et des pommes de terre et un bouillon, au choix. Une bière fraîche s’accommode bien avec ce plat.
Il existe des variantes qui suppriment la sarriette, mais ajoutent du persil fraîchement haché à la fin, qui utilisent un bouillon à la place de l'eau pour la cuisson (préparé ou fait maison) ou encore qui ajoutent du poivre. 